# 単気筒エンジン

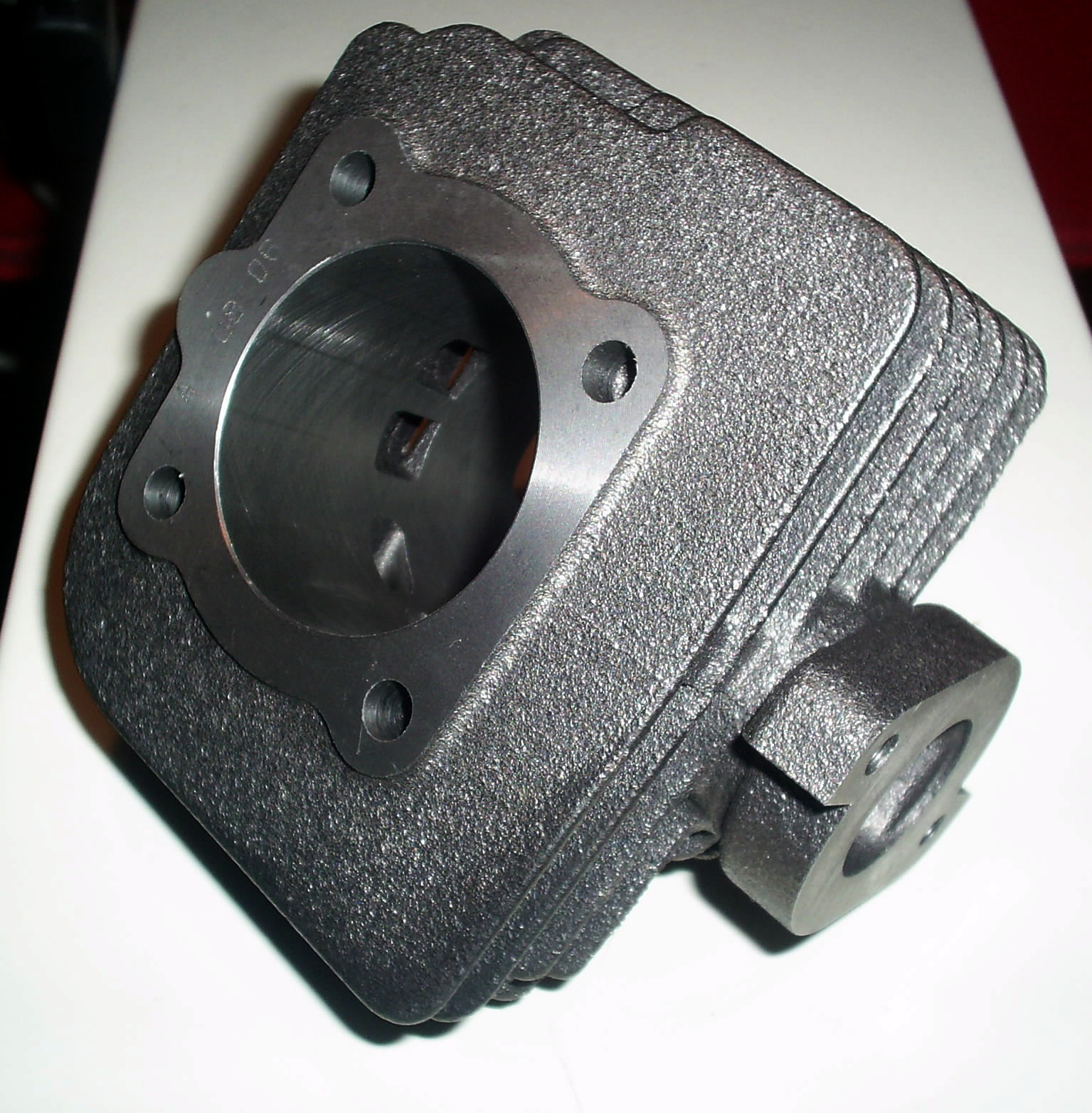
単気筒エンジンを分解し、シリンダー内部が見える状態になった写真。シリンダー（気筒。筒状の空間）がひとつである。マロッシ・70ccエンジン

単気筒エンジン（たんきとうエンジン）とは、シリンダーの数が一つのエンジン。

## 概説
各種内燃機関の発明当初から存在する、もっとも基本的な構造のエンジンである。
構造が単純で部品点数も少ないので、故障しにくく、メンテナンスがしやすい。同排気量の多気筒エンジンと比べた場合、軽量かつ小型にすることが可能で、運動部品の褶動摩擦による損失（フリクションロス）が少なく、燃焼室やシリンダー壁の総表面積も小さくなるので、熱損失が少なく熱効率の面でも優れている。この特徴を活かし、ロングストローク型としてさらなる高効率化を図ったものもある。
ただし単気筒エンジンは、同排気量の多気筒エンジンと比べた場合、運動部品の慣性が大きく、最高許容回転数が低く、最高出力が小さく、中高速域からの加速は緩慢になり最高速は低くなる。また、多気筒エンジンであればピストン同士の慣性力を相殺できるものもあるが、単気筒ではそれが不可能なため、振動が大きくなる傾向もある。バランサーシャフトにより振動を低減する手法もあるが、その場合、損失の増加と、質量増加によるスロットルレスポンスの鈍化と引き換えになる。また2ストロークで360°、4ストロークで720°と爆発間隔が広いため、低回転時の柔軟性を補う必要からフライホイールの質量も大きく採られており、これもレスポンスを鈍化させる。

### 用途
単気筒エンジンは、単位排気量あたりの出力の大きさが神経質に求められない用途に適している。たとえば、持ち運びをするような小型の汎用エンジン、小型のポータブル発電機、小型の船外機、小型・軽量指向のオートバイなどに使われることが多い。
小型・軽量・低価格・低コストを求められる小 - 中排気量クラスのオフロード用オートバイや、50 cc以下の原動機付自転車、ミニカーに搭載されているエンジンはほとんどが単気筒エンジンである。またロードスポーツやアメリカンタイプにおいては、独特の出力特性や軽量という利点に加え、鼓動感や歯切れのよい排気音が好まれ単気筒エンジンが採用される場合もある。
競技の世界でも、ロードレース世界選手権では発足当初から単気筒エンジンのクラスがあり、現在でもMoto3クラスが単気筒エンジンを採用している。またオフロード競技全般（トライアル/モトクロス/エンデューロ/スーパーモタード/ラリーレイド）においては、最高出力よりも扱いやすいトルク特性と軽量さが重視されることから、単気筒以外はほぼ見られなくなっている。
構造が単純・最小限であることを活かし、研究機関やエンジンメーカーにおける燃焼室・燃焼特性の開発研究用にもしばしば用いられる。単気筒エンジンはパーツの作り替えに際してコストや時間を節約でき、台上試験なども実施しやすい（単気筒エンジンでの試験成績が良好であれば、同じ燃焼室構造の多気筒エンジン試作に移行できる）。この場合は「単筒エンジン」と呼ばれる場合もある。
単気筒エンジンがオートバイに用いられた例
- 単気筒エンジンの一例。DKW RT 250(1952年–1953年) の単気筒エンジン
- 単気筒エンジンのエンジン。ホンダ・スーパーカブのエンジン（シアトル子供博物館の展示）
- 同じく一例。ヤマハ・SRX600のエンジン。

## 特殊な単気筒エンジン

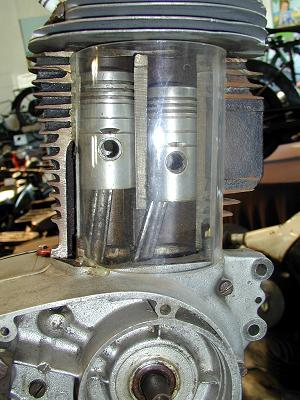
2ストローク1シリンダー2ピストンエンジンの例（プフ　オートバイ用）

2本、ないし構成によっては3本の複数のピストンにより、吸気 → 圧縮 → 爆発・膨張 → 掃気 の行程を分割した方式があり、スプリット・シングルと呼ばれる単気筒の一種として扱われる（同方式で、複数系統を持つものは2気筒などとして扱われるものもある）。
ピストン2本の場合、単気筒のシリンダーを2つに分けてダブルピストン構成とし、燃焼室は2つのピストンで共有するような設計となる。
1912年にイタリアのガレリにより考案されたものである。オーストリアのオートバイメーカー、プフ（現・シュタイア・ダイムラー・プフ）は、Y字型のコネクティングロッドを使用し構成した。同様の機構はイギリスのルーカス社やドイツのDKW社でも採用例がある。日本では、戦前には零細オートバイメーカーの手でU型気筒エンジン・U型燃焼室エンジンとして少数が製造された例、戦後ではホープ自動車のホープスターSU型のエンジンの例がある。

## 単気筒エンジンを搭載したオートバイ
一覧は、英語版のList of motorcycles by type of engineを参照のこと。